# 道仏 (階上町)
道仏（どうぶつ、英語: Dōbutsu）は、青森県三戸郡階上町にある地名で、数多の小字を擁する。旧糠部郡のち三戸郡道仏・同郡大蛇・同郡小舟渡、三戸郡道仏村、三戸郡階上村道仏に相当する。郵便番号は039-1201。2020年10月実施の国勢調査によると、人口は4,853人、世帯数は1,890戸である。階上町役場や多くの商業施設が立地しており、階上町の経済と政治の中心地域であるとされる。近年は八戸市のベッドタウン化が顕著な地域でもある。

## 地理
階上町の北東部および階上岳の北東麓の丘陵地帯に位置し、東は太平洋に面する。道仏川など多くの河川が北東流し、小低地を経て太平洋に注いでいる。海岸線は変化に富んでおり、多くの漁港を擁する漁業地域であるとともに、低地や丘陵地で稲作や畑作、野菜栽培などが行われる複合農業地域の一面もある。域内には道仏や大蛇、荒谷、追越、榊、榊山、小舟渡といった集落が存在する。
また、道仏に所在する階上町の震度計は、故障していないにもかかわらず、近隣の青森県八戸市や岩手県久慈市の震度計に比べて、高い震度を計測することが度々あるが、これは震度計が設置されている階上町役場が硬質な地盤上にある13mほどの軟質な火山灰層に立地しているためである。実際に、道仏と硬質な地盤上に立地する大蛇地区で震度を16回、計測したところ、いずれも道仏地区のほうが大きい数値を出し、平均して0.6だけ数値に差があったことが報告されている。
域内には、大蛇・追越・榊・小舟渡の4漁港があり、沿岸漁業が主でサケやイカ、カレイなどを漁獲しているほか、海岸の岩礁でアワビやウニ、コンブを漁獲している。

### 河川など
- 道仏川：南部を東流する[9]。

### 大蛇地区
江戸時代には、大蛇村として存在しており、八戸廻（階上岳山麓に因み山根通とも）に属し、八戸廻代官のもと、山根名主による支配下にあった。
元和3年の八戸五三郎宛の書状には、盛岡藩の南部利直が八戸氏に対して、大蛇浜の海産物の収取権を認めていることがわかる。
元和4年に盛岡南部氏と根城南部氏による田名部と八戸海岸部との交換の際、「大じゃ」が根城南部氏の所務地とされた。
明治12年の人口は共武政表によると、121人（男66人、女55人）で世帯数は17世帯、物産はムギ・雑穀・麻糸・魚類であった。
現在はJR八戸線の大蛇駅が設置され、大蛇漁港が第1種漁港に指定されている。

### 耳ケ吠地区
概ね、道仏耳ケ吠と道仏天当平の区域に相当し、合わせて耳ケ吠・天当平地区とも称される。また、古くは耳吠（みみがほえ、みみやほえ）とも記された。
道仏の西部に位置し、国道45号沿いに集落や商店が展開しており、1981年（昭和56年）に隣接する赤保内耳ケ吠から、階上町の町役場が新築移転してから、官庁センター的様相をもつようになり、新興地域として発展してきた。

### 小舟渡地区

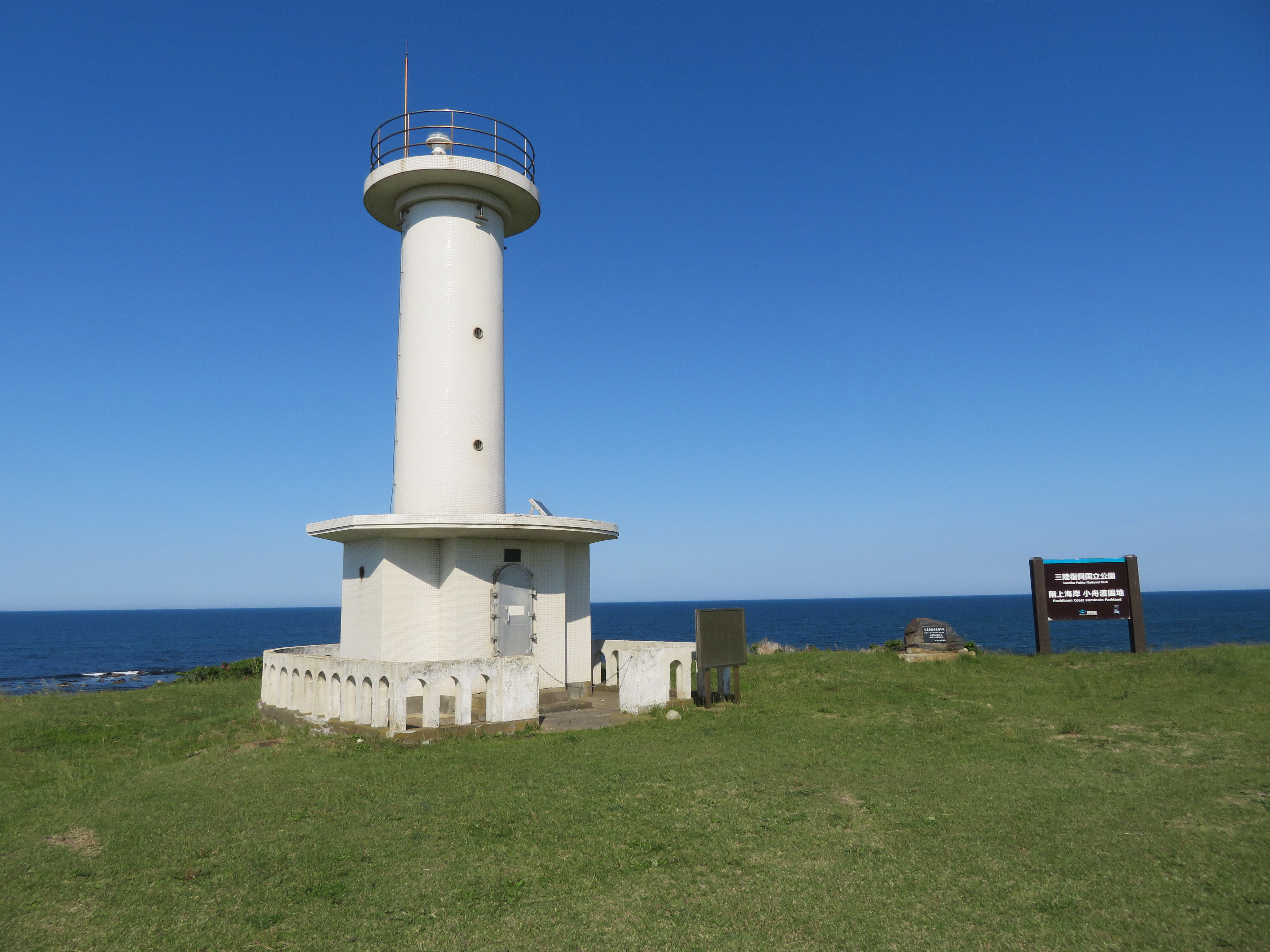
小舟渡地区にある道仏灯台。

江戸時代から明治時代初期には、九つある道仏村の枝村の一つとして存在しており、明治元年の新撰陸奥国誌には家数37の小舟渡村として記されていた。八戸廻（階上岳山麓に因み山根通とも）に属し、八戸廻代官のもと、山根名主による支配下にあった。第2種漁港である小舟渡漁港を中心に栄えている。当地の初出は1617年（元和3年）の南部利直印紙（三翁昔話）に「弐十一村、みなと、ほつし浜」である。弐十一村は小舟渡地区の道仏廿一、みなとは小舟渡地区の道仏小舟渡であると推定されている。この文書によると廿一と小舟渡が新田政広に給されたとされる。
延享4年の八戸藩浦数覚によると、八戸廻22浦のうちに小舟渡の名があった他、八戸藩日記寛政五年三月二十日条によると、1793年（寛政5年）には異国船出没に備えて、浦堅地に指定。八戸藩日記文化四年七月一日条および八戸藩日記安政元年四月二十八日条によると、領内六ヶ所の一つとして大筒方が派遣され、1854年（安政元年）には領内八ヶ所の一つとして台場が建設される。などと、小舟渡は八戸藩政下で経済や防衛といった面で重要視されていたことがうかがえる。また、小舟渡海岸はしばしば八戸藩主の浜遊の場所とされ、八戸領内絵図によると、1849年（嘉永2年）には引き網の見学がされたとある。
小舟渡の海岸の観音平は寺下観音が牛に乗って上陸したという伝説がのこり、同地の赤石はその牛が化身したものと伝えられ、のちに赤石大明神として祀られた。
明治12年の人口は共武政表によると、285人（男141人、女144人）で世帯数は41世帯、物産はムギ・雑穀・麻糸・魚類であった。

### 小字
域内の小字は以下の通りである。特記なき場合、読みはデジタル庁のアドレス・ベース・レジストリおよび『階上村誌』による。
- 荒田（あらた）
- 荒谷（あらや）
- 石渡窪（いしわたりくぼ）
- 泉田窪（いずみだくぼ）
- 猪立窪（いたちくぼ）
- 銀杏木窪（いちょうのきくぼ[16][注 2]）
- 犬石（いぬいし）
- 芋ノ窪（いものくぼ）
- 牛河原（うしかわら）
- 後ロ窪（うしろくぼ）
- 上野窪（うわのくぼ）
- 上野前（うわのまえ）
- 大蛇（おおじゃ）
- 大蛇長根（おおじゃながね）
- 大草里窪[注 3]（おおぞうりくぼ）
- 大平山（おおたいやま）
- 大古里（おおふるさと）
- 乙沢（おつさわ）
- 追立窪（おったてくぼ）
- 鹿倉[注 4]（かくら）
- 鹿糠（かぬか）
- 上大古里（かみおおふるさと）
- 上久保（かみくぼ）
- 上桑木窪（かみくわきくぼ）
- 上天摩（かみてんま）
- 柄貝（がらかい）
- 北向（きたむき）
- 小舟渡（こみなと）[17]
- 榊（さかき）
- 榊平（さかきたい）
- 榊山（さかきやま）
- 笹平窪（ささたいくぼ）
- 笹畑（ささぱたけ）
- 沢前戸（さわまえと）
- 下道（したみち）
- 下大古里（しもおおふるさと）
- 下桑木（しもくわき）
- 下平窪（しもたいくぼ）
- 下天摩（しもてんま）
- 砂取（すなとり）
- 銭神（ぜにがみ）
- 外窪（そとくぼ）
- 外白座窪（そとはくざくぼ）
- 段流（だんりゅう）
- 蔦木（つたき）
- 堤（つつみ）
- 天当（てんとう）
- 天当平（てんとうたい）
- 天満ノ木（てんまのき）
- 天満林（てんまばやし）
- 鳥居外（とりいそと）
- 道仏（どうぶつ）
- 中大古里（なかおおふるさと）
- 廿一（にじゅういち）
- 二ノ窪（にのくぼ）
- 野附窪（のつけくぼ）
- 白座窪（はくざくぼ）
- 馳下（はせくだり）
- 八森鹿倉（はちもりかくら）
- 八森窪（はちもりくぼ）
- 浜久保（はまくぼ）
- 藤沢（ふじさわ）：道仏村の枝村の一つである坊津久保村（現在の道仏法師窪の一帯）の小字であった[11]。
- 法師窪（ほうしくぼ）：道仏村の枝村の一つである坊津久保村の一部に相当[11]。
- 程熊（ほどくま）：道仏村の枝村の一つである荒谷村（現在の道仏荒谷の一帯）の小字であった[11]。
- 町道端（まちみちばた）
- 松森（まつもり）：道仏村の枝村の一つである荒谷村（現在の道仏荒谷など）の小字であった[11]。
- 耳ケ吠（みみがほい）[注 5][18][19]
- 向（むかい）
- 谷島[注 6]（やじま）
- 横沢（よこさわ）
- 横沢山（よこさわやま）
- 蓬窪（よもぎくぼ）

### 消滅した小字
2024年3月現在で消滅したことが確認されている小字を以下に記す。
- 石渡：道仏村の枝村の一つである八森村（現在の道仏八森窪や道仏八森鹿倉など）の小字であった[11]。
- 銀杏の木：道仏村の枝村の一つである上野村（現在の道仏上野窪や道仏上野前の一帯）の小字であった[11]。
- 草前：道仏村の枝村の一つである上野村（現在の道仏上野窪や道仏上野前の一帯）の小字であった[11]。
- 桑の木：道仏村の枝村の一つである八森村（現在の道仏八森窪や道仏八森鹿倉など）の小字であった[11]。
- 外川：道仏村の枝村の一つである八森村（現在の道仏八森窪や道仏八森鹿倉など）の小字であった[11]。
- 高山：道仏村の枝村の一つである上野村（現在の道仏上野窪や道仏上野前の一帯）の小字であった[11]。
- 茶田平：道仏村の枝村の一つである上野村（現在の道仏上野窪や道仏上野前の一帯）の小字であった[11]。
- 白蛇：道仏村の枝村の一つである上野村（現在の道仏上野窪や道仏上野前の一帯）の小字であった[11]。

### 地価
2023年（令和5年）の公示地価によれば、下記の道仏の宅地および宅地見込み地における地価は次の通りである。
国土交通省
- 道仏字榊山7番9（階上-2） : 7,500円/m2

都道府県地価調査
- 道仏字耳ケ吠6番571（階上-1） : 10,400円/m2
- 道仏字大蛇長根5番12（階上-2） : 4,900円/m2
- 道仏字耳ケ吠7番18（階上-5-1） : 14,400円/m2

## 歴史
域内の丘陵地や、川と海に臨んだ斜面に縄文期の遺跡が広く分布しており、下古里I・II遺跡（早期〜晩期）では、爪形文・無文撚糸圧痕文土器が発見されている。
南部三館軍記および三ツ星風雲記によると、天正末年に赤松民部吉時が道仏館に居住していたが、九戸政実の乱の際、赤松民部吉時は南部信直に味方したため、しばしば攻撃を受けており、最後には階上岳を岩手県九戸郡洋野町種市方面から横断してきた九戸政実から攻撃を受けて、ついには戦死し、道仏館が落城したとされる。この時、正部家館の正部家氏と鳥屋部館の鳥屋部氏が連合軍を結成し、新田小十郎の支援を受けて、道仏館を奪還、九戸政実を撃退したとされる。
江戸時代初期には、域内で砂金が採掘され、慶長11年の南部利直皆済状（遠野南部文書）には「とうふつ金山役」として、16両が八戸三五郎に課されたとあり、また、八戸藩日記によると寛文5年には種市とともに金山の新見立が道仏で行われた。元和4年の八戸内儀宛南部利直知行宛行状には「土仏」143石と見えることから、盛岡藩領下では根城南部氏の給地であったとされる。
村高は元和4年の知行目録によると143余石、正保郷村帳によると68石余（田1石余、畑66石余）、貞享高辻帳によると68石余、元禄10年高帳によると172石余、天保郷帳によると251石余、旧高旧領によると184石余となっている。天明元年、当地内の役高打直し検地が実施され、明和4年の検地高19石余が今高5石余、減高18石余、新高若干に修正されている。文久3年の浦方家別文書によれば、集落の人口は小舟渡村が18人、榊村が22人、大蛇村が10人であった。明治元年の新撰陸奥国誌には
とあり、本村の家数は十六、支村九ヶ村の家数は、八森が十四、上野（わの）が二十一、法津久保（ほうしくぼ）が五、耳吠（みみがほえ）が三、荒谷が十九、大蛇が十六、追越が十五、榊が十八、小舟渡が三十七であった。土産に塩や海草があり、塩釜は六工で年間四百五十石を産した。また、明治12年の共武政表によると、集落ごとの戸数および人口は本村53戸393人（男192人、女201人）、荒谷30戸227人（男121人、女106人）、大蛇17戸121人（男66人、女55人）、榊36戸256人（男125人、女131人）、小舟渡41戸285人（男141人、女144人）、牛馬はそれぞれ、本村が牛57頭・馬47頭、荒谷が牛17頭・馬43頭、大蛇が牛6頭・馬30頭、榊が牛11頭・馬58頭、小舟渡が牛23頭・馬49頭であった。

### 沿革
- 1444年（文安元年） - 道仏館主である赤松民部介義成の命により、孝寛が浄土宗海中山西光寺を、道仏館の堀西に開山したとされる[11]。
- 1556年（弘治2年） - 西光寺の中興の祖である門栄により、西光寺が道仏川左岸の地に移設される[11]。
- 1591年（天正19年） - 九戸政実の乱が起き、道仏館が落城[7]。のち正部家氏と鳥屋部氏らの連合軍により奪還[7]。
- 1618年（元和4年） - 盛岡南部氏と根城南部氏による田名部と八戸海岸部との交換の際、「大じゃ[注 7]」が根城南部氏の所務地とされた[7]。
- 1826年（文政9年） - 追越にて、給地百姓の家屋六軒が焼失[11]。
- 天保年間のいずれか - 寺子屋が開業[7]。生徒数は男27人[7]。
- 1842年（天保13年） - 小舟渡にて、給地百姓の家屋五軒と土蔵三棟が焼失[11]。
- 1665年（寛文5年） - 盛岡藩領から八戸藩領となる[7]。
- 1871年（明治4年）
  - 八戸県に属する[7]。
  - 弘前県、のち青森県に属する[7]。
- 1876年（明治9年）
  - 道仏小学校が生徒数33人（男30人、女3人）で、小舟渡小学校が生徒数27人（男23人、女4人）で成立[7]。
  - 追越小学校が成立[7]。
- 1877年（明治10年） - 道仏小学校と小舟渡小学校が合併し、石渡小学校が成立[7]。
- 1878年（明治11年） - 石渡小学校が再び、道仏小学校と小舟渡小学校に分離[7]。
- 1879年（明治12年） - 追越小学校が荒谷に移転し、教員1名、生徒数36人（全員男子）をもって、荒谷小学校となる[7]。
- 1885年（明治18年） - 道仏小学校が小舟渡小学校、追越小学校を併合し、三戸郡榊村（現在の道仏村榊地区）に校舎を新築した[7]。
- 1889年（明治22年） - 道仏村が田代村、晴山沢村、金山沢村、平内村、鳥屋部村、赤保内村、角柄折村と合併し、町村制を施行、階上村が誕生する[6]。
- 1895年（明治28年） - 道仏に製軸工場が創業される[21]。
- 1896年（明治29年） - 明治三陸大津波により、被害を被る[7]。
- 1902年（明治35年）
  - 大蛇に製軸工場が創業される[21]。
  - 大蛇小学校および小舟渡小学校が独立開校[21]。
- 1924年（大正13年） - 日本国有鉄道八戸線が、岩手県九戸郡種市の種市駅まで開通し、道仏にも階上駅が開設[21]。
- 1933年（昭和8年） - 昭和三陸地震に伴う津波により、被害を被る[7]。
- 1947年（昭和22年） - 道仏駐在所が榊に設置[21]。
- 1953年（昭和28年） - 農作物が霜による被害を受けた[6]。
- 1956年（昭和31年） - 日本国有鉄道八戸線大蛇駅が開業[21]。
- 1957年（昭和32年） - 域内に初めて、保育場が設置される[21]。
- 1959年（昭和34年） - 小舟渡の字廿一に無人灯台が設置[21]。
- 1961年（昭和36年） - 大蛇、追越、榊、道仏、小舟渡の各漁協が合併して、道仏漁協が成立[21]。
- 1971年（昭和46年） - 大蛇漁港局部改良工事着工[21]。
- 1972年（昭和47年）
  - 道仏公民館設置[21]。
  - 榊漁港局部改良工事着工[21]。
- 1973年（昭和48年） - 小舟渡漁港改修工事着工[21]。
- 1974年（昭和49年） - 小舟渡地区簡易水道が完成し、小舟渡漁港関連道路が開通[21]。
- 1975年（昭和50年） - 1973年より進められていた榊山地区村営住宅建設工事が完成[21]。
- 1977年（昭和52年） - 異常気象により、水稲が被害を受ける[6]。
- 1978年（昭和53年） - 県立栽培漁業センターが追越に設置[21]。
- 1980年（昭和55年）
  - 階上村が町制施行するに伴い、道仏は階上町の大字となる[7]。
  - 農作物が冷害による被害を受けた[6]。
- 1981年（昭和56年） - 字天当平に役場宿舎が新築移転する[21]。
- 2021年（令和3年）3月 - 階上町立階上小学校が閉校[22]。

## 東日本大震災
人的被害はなかったものの、階上町では震度5強を記録し、大蛇にて10.73mの津波が襲来し、大蛇地区の護岸が突破されたとされる。
東日本大震災発生以前には、明治三陸地震にて、死者21名（うち大蛇2名、榊2名、小舟渡17名）、流失戸が小舟渡にて3戸、流失船73艘（うち大蛇18艘、小舟渡32艘、追越13艘、榊10艘）の被害が、昭和三陸地震にて、死者・行方不明者3名、罹災戸199戸、流出戸10の被害が出た。
東日本大震災をうけて、道仏を含め、階上町内では全行政区において自主防災会が結成され、自主防災会ごとに避難訓練等を実施している。

### その後
- 2011年（平成23年）
  - 3月11日 - 追越、駅前、榊集会所にて、避難所が開設。
  - 3月13日 - 青森県道1号八戸階上線が通行可能になった。
  - 3月14日 - 駅前、榊集会所の避難所が閉鎖。階上町道榊・小舟渡線（海鳴りライン）が通行可能になった。
  - 3月20日 - 大蛇地区にて一斉ごみ拾いが行われる。
  - 3月24日 - JR八戸線鮫駅〜階上駅間が営業再開。
  - 3月26日 - 追越避難所が閉鎖。
  - 4月1日 - 路線バス運行再開。
  - 5月24日 - 大蛇漁業集落排水処理施設仮復旧。
  - 7月31日 - 「がんばろう!はしかみ復興市in大蛇」が開催される。
  - 8月8日 - JR八戸線道仏駅〜種市駅間が営業再開。
  - 10月27日 - 流出した大蛇集会所跡地に仮設の大蛇漁業用作業施設完成。
  - 11月22日 - 大蛇さわやかトイレ修復工事完了。
  - 11月末 - 小舟渡・追越・大蛇・榊各漁港にて浚渫工事完了。
- 2012年
  - 3月23日 - 大蛇漁業集落排水処理施設復旧工事完了。
  - 3月26日 - 大蛇漁港北護岸・南防波堤（消波ブロック）復旧工事完了。
  - 3月29日 - 大蛇漁港内用地舗装復旧工事完了。
  - 7月28日 - 小舟渡海岸にて東日本大震災復興祈願植樹祭開催。
- 2013年
  - 2月28日 - 道仏公民館耐震補強改修工事完了。
  - 3月9日 - 八戸南道路が域内の階上インターチェンジまで開通。
- 2015年
  - 12月24日 - 道仏少年消防クラブ結成。

## 施設
- はしかみハマの駅あるでぃ〜ば（道仏大蛇203-208）[24]
- アスナ公園（道仏大蛇8-2他）[25]
- 大蛇三地区集会所（道仏大蛇32-22）[26]
- 小舟渡集会所（道仏廿一5-25）[26]
- 道仏漁業協同組合（道仏榊山5-61）
- 駅前集会所（道仏榊山11-157）[27]
- 階上町役場（道仏天当平1-87）
- 青森みちのく銀行階上支店（道仏天当平1-130）[28]
- 階上町民体育館（道仏天当平1-150）[29]
- ハートフルプラザはしかみ（道仏天当平1-182）[30]
- 道の駅はしかみ（道仏耳ケ吠3-3）[31]
- 耳ケ吠東地区集会所（道仏耳ケ吠6-677）
- 赤保内集会所（道仏耳ケ吠31-3）[26]
- ユニバース階上店（道仏耳ヶ吠43-370）[32]
- 階上町道仏交流センター（道仏横沢15-4）[33]
- 道仏公民館（道仏横沢15-4）[34]
- 階上町立道仏中学校（道仏蓬窪4-7）

## 寺社仏閣
- 金刀比羅神社：小舟渡地区の東南に位置し、階上村誌によると寛政6年に建立された。旧村社であり、祭神は大己貴命である[11]。
- 海中山西光寺：大蛇地区の道仏字大蛇長根に所在し、道仏字の北西、国道45号の北側に位置する[11]。浄土宗の寺院であり、本尊は阿弥陀如来である[11]。1744年（寛保4年）の諸寺院寺号山号帳には、盛岡の大泉寺の末寺であると記されている[11]。寺の伝えるところによれば、1444年（文安元年）に道仏館主の赤松民部助義成の命により、孝寛が道仏館の堀西に創建したとされる[11]。その後、1556年（弘治2年）に門栄により、道仏村南西の道仏川左岸の地に移転され、1977年（昭和52年）に現在地である道仏字大蛇長根に移された[11]。
- 館神社：道仏川中流左岸の道仏館跡に立地し、祭神は誉田別尊である[11]。1449年（文安6年）に赤松民部助義信が創設したとされ、古くは八幡宮と称した[11]。地域の人々に軍神・武神として信仰され、戦時中は出征前に参拝する人が多かったとされる[35]。

## 交通

### 鉄道

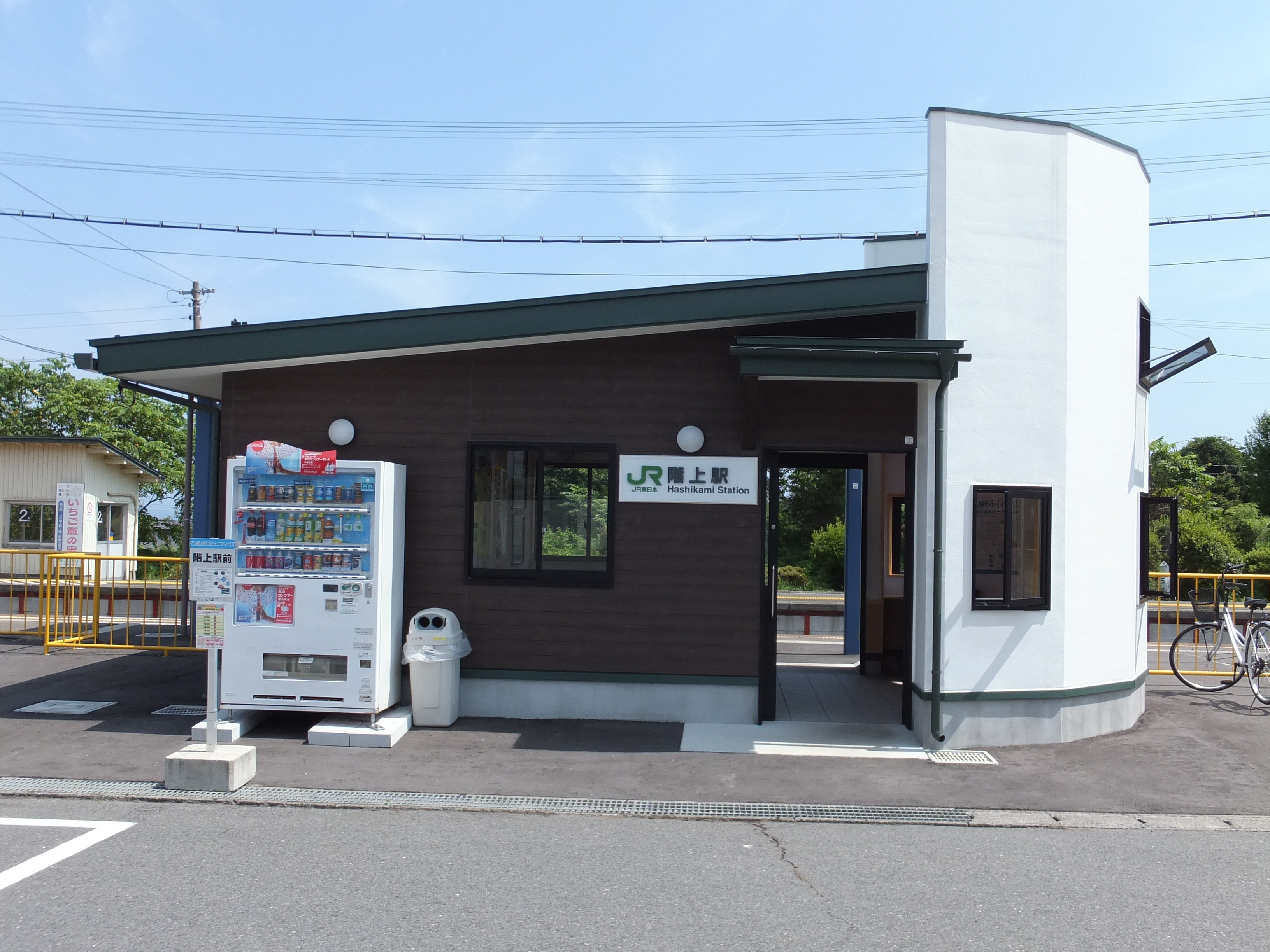
JR階上駅

- JR八戸線
  - 階上駅 - 大蛇駅

### 道路
- 三陸沿岸道路
  - 八戸久慈自動車道
- 国道45号
- 青森県道1号八戸階上線
- 青森県道42号名川階上線

### バス

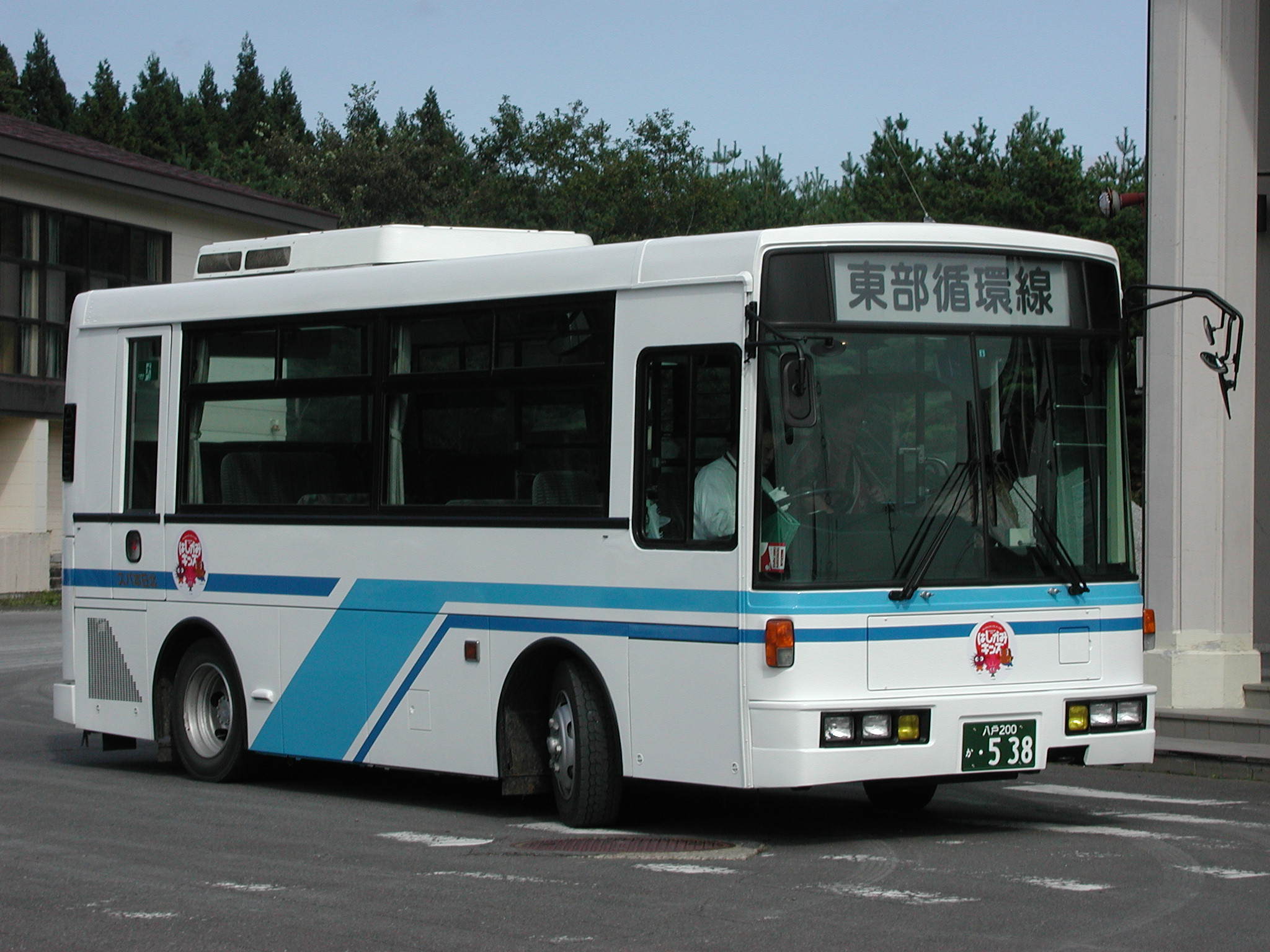
階上町コミュニティバス東部循環線。ハートフルプラザ階上停留所にて。

- 階上町コミュニティバス

## 地名の由来
諸説あるが、明治から大正にかけての日本の歴史家である吉田東伍は、アイヌ語で湖川という意味の「トペチ」という単語から由来すると推測している。

## 統計

### 人口・世帯数
以下は2020年10月に実施された国勢調査によるデータである。
- 総人口 - 4,853人[1]
- 男性人口 - 2,364人[1]
- 女性人口 - 2,459人[1]
- 外国人人口 - 5人[1]
- 就学人口　- 500人[37]
  - 小学生 - 195人[37]
  - 中学生 - 105人[37]
  - 高校生 - 152人[37]
  - 高専・短大生 - 17人[37]
  - 大学生 - 30人[37]
  - 就学状況不詳 - 1人[37]
- 未就学人口 - 179人[37]
  - 幼稚園児 - 3人[37]
  - 保育所・保育園児 - 73人[37]
  - 認定こども園児 - 65人[37]
  - その他 - 38人[37]
- 世帯数 - 1,890戸[1]